# Werner Forman
Werner Forman (Praga, 13 de janeiro de 1921 – Londres, 13 de fevereiro de 2010) foi um fotógrafo tcheco renomado por sua vasta documentação visual de civilizações antigas e culturas não ocidentais. Ao longo de sua carreira, produziu mais de 80 livros ilustrados com suas fotografias, publicados em diversos idiomas e distribuídos mundialmente.

## Início de vida e carreira
Forman iniciou sua carreira fotográfica ainda na adolescência. Durante a Segunda Guerra Mundial, documentou o campo de concentração de Terezín para a resistência tcheca. Foi capturado e deportado para um campo de trabalhos forçados na Alemanha.
Após o fim da guerra, dedicou-se ao estudo e à fotografia de arte oriental. Seu primeiro grande sucesso editorial foi o livro sobre arte chinesa em coleções tchecas, publicado em 1954.

## Contribuições e legado
Forman viajou por mais de 55 países, incluindo Egito, Índia, China, Japão, México, Nova Zelândia e Papua-Nova Guiné. Suas imagens se tornaram uma fonte visual importante para estudiosos, museus e editoras ao redor do mundo.
Entre suas principais publicações estão:
- Egyptian Art (1962)
- The Life in Ancient Egypt (1992)
- Werner Forman's New Zealand (1994)
- Phoenix Rising – United Arab Emirates: Past, Present and Future (1996)

Sua obra fotográfica está preservada no Werner Forman Archive, uma instituição dedicada à conservação e difusão de seu acervo.